# Vítkovce
Vítkovce este o comună slovacă, aflată în districtul Spišská Nová Ves din regiunea Košice, pe malul râului Hornád. Localitatea se află la altitudinea de 406 m deasupra n.m., se întinde pe o suprafață de 5,22 km2 și în 2017 număra 594 de locuitori.

## Istoric
Localitatea Vítkovce este atestată documentar din 1279.

## Demografie
| An:                | 1994 | 2004    | 2014    | 2024    |
| ------------------ | ---- | ------- | ------- | ------- |
| Număr de persoane: | 418  | 523     | 605     | 671     |
| Diferență:         |      | +25,11% | +15,67% | +10,90% |

| An:                | 2023 | 2024   |
| ------------------ | ---- | ------ |
| Număr de persoane: | 649  | 671    |
| Diferență:         |      | +3,38% |